# Liste des fabricants de trains miniatures
Le monde du train miniature et du modélisme ferroviaire est issu de l'industrie du jouet. Aussi, on retrouve de grands groupes fabricants et distributeurs de jeux divers. Toutefois, un grand nombre d'artisans contribue à diversifier les productions en reproduisant des modèles spécifiques ou en commercialisant des kits à monter par l'amateur.

## Marques en activité
- 1’’ Scale Railroad Supply (États-Unis) : Fabricant de détails de boogie à l'échelle 1’’.
- 5th Avenue Car Shops (États-Unis) : Fabricant de wagons de marchandise à l'échelle HO.
- 51L (Royaume-Uni) : Fabricant de wagons de marchandise aux échelles OO, EM et p. 4.
- AAA Precision Turntables (États-Unis) : Fabricants de tables tournantes et de commandes de tables tournantes aux échelles G, O, S, HO, N et Z.
- A & B Industries (États-Unis) : Fabricant de caissons de rangement pour les échelles O, HO et N.
- ABG Model Trains (Suisse) : Fabricant de locomotives, wagons de marchandise et bâtiments à l'échelle O allemande (1:45).
- Accucraft (États-Unis) : Modèles en laiton à grande échelle (1:19 à 1:32) et vapeur vive.
- Accu-Lites (États-Unis) : Fabricant d'éclairages de locomotives à l'échelle HO.
- Accurail (États-Unis) : Fabricant de wagons de marchandise à l'échelle HO.
- Accurate Dimensionals (États-Unis) : Fabricant de décor aux échelles S, HO & N.
- Aristo-craft (États-Unis) : Fabricant de trains de jardin au 1:29 et 1:24.
- Athearn (États-Unis) : Fabricant de trains à l'échelle HO et N.
- Atlas Model Railroad (États-Unis) : Fabricant de trains à l'échelle HO, N, O et Z.
- American Z Line (États-Unis) : Fabricant de trains américains à l'échelle Z.
- Bachmann Industries (Bermudes/Hong Kong) : groupe Kader (en) spécialisé dans le matériel américain, anglais et chinois. Cette marque possède également :
  - Graham Farish (Royaume-Uni) : Fabricant de N anglais.
  - Liliput (Autriche) racheté par Herpa, puis par Bachmann. Modèles HO et HOe.
  - Palitoy (Royaume-Uni) : Gamme en OO, devenu Bachmann Branchline.
  - Williams (États-Unis) : modèles en O.
- BEMO (Allemagne) Principalement échelle HOm (voie métrique), chemins de fer suisses (RHB, MOB, SBB, BVZ) et lignes régionales allemandes.
- Brawa (Allemagne) : fabricant de modèles à l'échelle HO.
- Broadway Limited Imports (en) (BLI) (États-Unis) : Fabricant de trains à l'échelle HO et N.
- Con-Cor (Canada) : Fabricant de trains à l'échelle HO et N, principalement des wagons de marchandises.
- Faller (Allemagne) : spécialisé dans le décor ferroviaire en kit.
- Fast Tracks (Canada) : spécialisé dans le matériel de fabrication de voies aux échelles suivantes; HO, HOn2,HOn3,HOn30,N, Nn3,S Sn2,Sn3,O, On2,On3,On30,Z et Zm.
- Ferivan (Belgique) : Modèles belges de trams de la SNCV.
- Fleischmann (Allemagne) :
- Frateschi (Brésil) : Modèles américains et brésiliens à l'échelle HO.
- Fox Valley Models (États-Unis) : Fabricant de trains à l'échelle HO et N.
- Fulgurex (Suisse) : modèles haut de gamme I, O, HO et N.
- Gützold (Allemagne) : trains échelle HO et TT.
- HAG (Suisse) : modèles principalement suisses et échelle HO, un peu de N, et quelques modèles allemands.
- Heris (Allemagne)
- Hornby (Royaume-Uni) : échelle OO essentiellement, pour le marché anglais. Cette marque possède également :
  - Arnold (Allemagne), rachetée par Lima puis passée chez Hornby lors de la reprise de cette dernière marque - exclusivement à l'échelle N.
  - Electrotren (Espagne) : Fabricant espagnol de trains miniatures HO et N.
  - Jouef (France) : Fabricant français de matériel roulant ferroviaire en HO.
  - Lima (Italie) : Gamme en O, HO et N. Cette marque possédait Jouef, Rivarossi et Arnold avant leur rachat par Hornby en 2004.
  - Rivarossi (Italie) rachetées par Hornby PLC en décembre 2004.
- Intermountain Railway (États-Unis) : Fabricant de trains à l'échelle HO, N et Z.
- Jocadis (Belgique) Fabricant de trains à l'échelle H0 et de tram à l'échelle H0m
- Kato (Japon) : modèles de trains essentiellement japonais et américains (Kato États-Unis) à l'échelle HO et N. Très apprécié par les Japonais pour son matériel roulant, tandis que son concurrent TOMIX est plus apprécié pour les voies et les alimentations.
- Kibri (Allemagne) : spécialisé dans le décor ferroviaire en kit.
- Kleinbahn (Autriche) : modèles HO.
- Lematec Prestige Models SA (Suisse), modèles réduits aux échelles N, HO, HOm, O, Om et I. A succédé en 2006 à la firme Lemaco.
  - Lematec commercialise également la gamme de modèles réduits Modelbex.
- Lenz (de) (Allemagne) : fabricant de commandes numériques, a lancé une gamme de modèles adaptés à ce nouveau type d'alimentation.
- Lima (Italie) Racheté en 2001 par Rivarossi et en 2004 par Hornby.
- Lionel, LLC (en) (États-Unis) : Fabricant de trains à l'échelle O principalement mais aussi HO et S.
- LS Models (Belgique) : Modèles HO et N.
- Märklin (Allemagne) : Marque spécialiste de l'alimentation "3 rails".
  - Trix (Allemagne), filiale de Märklin spécialisée dans l'échelle H0 à alimentation électrique 2 rails classique.
  - Minitrix (Allemagne), filiale de Märklin spécialisée dans l'échelle N.
  - LGB (Allemagne) : Trains de jardin (échelle IIm surtout) (racheté par Märklin)
- Noch (Allemagne), est un fabricant et importateur d'accessoires pour les trains miniatures, en particulier pour la construction de paysages. Produits pour toutes les tailles courantes de trains miniatures.
- Mamod (Royaume-Uni) : Machines à vapeur vive stationnaire, sur rails ou sur roues.
- Mistral Train Models (Belgique), existe depuis 2005 et est spécialisé dans la reproduction de modèles haut de gamme à l'échelle HO de trains français.
- Mehano (Slovénie), ancien sous-traitant de Jouef qui a pris depuis son indépendance.
- MTH (États-Unis) : Modèles en HO et 0
- Micro-Trains (États-Unis) : Modèles en Z, N, Nn3 et HOn3.
- OcCre (Espagne) : Modèles en I et IIm, fabriqués en bois, laiton, aluminium en kits à monter et motorisables.
- Olaerts (Belgique)
- Peco (Royaume-Uni) : Fabricant de voies à toutes échelles, ainsi que de matériel britannique en 0 et 00.
- Piko (Allemagne) : Fabricant de modèles allemands initialement, la firme a commencé la distribution d'une gamme de modèles européens à partir des années 2000.
- Preiser (Allemagne) : Fabricant de personnages et d'accessoires de décor.
- Rail37 (France) : Fabricant de trains miniatures haut de gamme installé à Tours (Indre-et-Loire)
- Rapido Trains (Canada) : Trains Échelle HO et N Haut de gamme.
- REE Modèles (France) : Fabrique des trains miniatures en métal et plastique haut de gamme, locomotives vapeur à fumée pulsée, wagons marchandises, voitures voyageurs d'époque aux échelles H0 et N. Il est à noter que leur nom est un acronyme de Rails Europ Express.
- Rivarossi (Italie → Chine). Racheté en 2004 par Hornby.
- Roco (Autriche) : en partie en faillite fin 2005 mais relancée depuis. Modèles en HO et HOe.
  - Fleischmann (Allemagne) : Racheté par Roco. Modèles en HO et N.
  - Kleinmodelbahn (Autriche) : Racheté par Roco en 2008. Modèles en HO.
- Roundhouse (Royaume-Uni) : Fabricant de locomotives à vapeur vive à l'échelle 1:19 à 1:22.5
- Sachsenmodelle (Allemagne) :
- SudExpress (Portugal) : Modèles HO et N.
- Tenshodo (Japon) : Echelle HO. Depuis 1949. Ne produit plus que des bogies moteurs.
- Tillig (Allemagne) : Petit fabricant de voies et matériel roulant, en TT, HO, HOm et HOe. Le programme de voie Elite (HO) propose deux types voies flexibles à 2 écartements HO/HOm voie normale/métrique et HO/HOe voie normale/étroite ainsi qu'une voie de tram encastré dans une route pavée.
- Tomix (Japon) : Marque appartenant au fabricant de jouets TOMY. Leader au Japon devant Kato. Modèles essentiellement japonais, en N.
- Vitrains (Italie) : modèles en HO.
- Vollmer (Allemagne) : spécialisé dans le décor ferroviaire en kit.
- Walthers (États-Unis) : Fabricant de trains à l'échelle HO et N, ainsi que des accessoires et des maquettes.
  - Walthers Trainline : Modèles à bas prix, pour enfants.
  - Walthers Mainline : Modèles pour modélistes.
  - Walthers Proto : Modèles haut de gamme pour modélistes (anciennement la ligne Proto 2000 de Life-Like après son rachat par Walthers en 2005).
- Woodland Scenics (États-Unis) : Fabricant de produits de décor et de réseaux clé en main.

## Marques ayant cessé leur activité
- Antal (France) : a uniquement fabriqué une 231 H en HO. Racheté ensuite par Bascou.
- AS (France) : Échelle HO, échelle O tin plate. Marque disparue, années 80.
- Au Pullman (France) : Échelle HO. Créée par J-R. Allard qui tenait le magasin Au Pullman.
- Bascou (France) : échelle HO, a racheté Antal.
- Bing (Allemagne): 1863-1933. Marque disparue.
- BLZ (France) : 1943-1951 : BLZ pour Bourdeaux-Lheure-Zedda, les 3 créateurs. Fernand Lheure continuera de 1951 à 1955 (?) sous la marque EFFEL (comme ses initiales). Echelle 0 pour ces 2 marques, même si BLZ a fait un peu de HO sous la marque Scéllé-Bell.
- CO.FER.MI. (France) CO.FER.MI. pour COmpagnie FErroviaire MIniature. Echelle HO  - deuxième moitié des années 70
- Con-Cor, marque américaine active depuis 1962 (HO et N)
- Con-Rail (HO, HOm, N) Marque autrichienne orientée vers la sous-traitance (ex SAI)[1]
- Cropsy (France) : Échelle HO. Bâtiments en carton, années 1950/60. Marque disparue.
- Edobaud (France) Echelle O pour les voies mais proche du 1 pour le matériel roulant. Créée par Edouard Baud en 1928, directeur technique et commercial Joannès Clausier. Ces deux personnes étaient à l'origine des Jouets scientifiques des Ets Baud depuis 1926 pour la plupart repris par Edobaud.
- France Trains (France) : Échelle HO. Marque disparue en 1981.
- Gégé (France) : société de fabrication de jouets (1934-1979). Echelle HO.
- GMP (France) : 1950-1958 (?). Echelle O.
- HOrnby acHO (France) : Ancienne filiale française de Hornby, disparue en 1974.
- Imagimonde
- JEP (France) qui a lancé en 1925 une gamme de trains à l'échelle OO nommée le "Train mignon" et précurseur des trains HO. Ses productions furent essentiellement en échelle O jusqu'en 1963, puis en HO de 1949 à 1965.
- Keyser (Royaume-Uni) : locomotives HO en kit métal blanc, des modèles français étaient distribués en France par MKD (Jouef).
- Lemaco Prestige Models SA (Suisse), modèles réduits haut de gamme aux échelles N, HO, HOm, O, Om et I. Firme animée par Urs Egger des années 80 à 2006. Activité reprise en 2006 par la firme Lematec.
- LR (France) : Échelle "O". Crée en 1926. Marque disparue en 1957 après son rachat par JEP. LR peut vouloir dire Louis Roussy (le créateur) ou LE Rapide (la marque de commercialisation).
- Metropolitan (ou Metrop) (Suisse) : échelle HO, modèles haut de gamme européen en laiton. Disparue dans les années '90.
- MKD (France) : Marque spécialisée dans les maquettes de bâtiments et décor français. Rachetée en 2004 par le groupe Hornby, elle assurait la distribution des produits de la marque (Electrotren, Jouef, Lima, Rivarossi, Arnold, etc.) et Scalextric sous le nom de Hornby France.
- Pocher (Italie) : 1950-1968 Echelle HO fondé par Arnaldo Pocher, marque absorbée par Rivarossi. le nom Pocher est encore utilisé par Rivarossi pour la production des modèles de voitures etc.
- PMP (France) : Échelle HO. Marque disparue milieu des années 1960 créée par Pierre-Marie Pillon et Robert Leplat.
- Rateau (France) : Échelle HO. Marque disparue milieu des années 1960.
- RMA (France) : Échelle HO. Créée par Louis Lavignes. Marque disparue fin des années 1980.
- SMCF (France) : Échelle HO. "Super Modèles de Chemins de Fer"! Marque disparue en 1961 après son rachat par Meccano Hornby.
- TAB (France) : Échelle O puis HO. Fondée par Roger Gérard. Marque disparue en 2005.
- Trains Rousseau (France) : Échelle HO. Marque disparue.
- VB : Échelle HO. Rachat par Triang en 1960. Arrêt des fabrications en 1963, reprise par un particulier en 1963 jusqu'à la fin des années 1960.
- Wesa (Suisse) : Ancien fabricant de trains électriques miniatures à écartement 13 mm.